# Peccati di gioventù
Peccati di gioventù é um filme italiano de 1975, dirigido por Silvio Amadio.
O filme estreou em Portugal a 1 de Março 1980.

## Sinopse
Passado na Sardenha, o filme conta a história de amor entre duas mulheres, a adolescente Angela (Gloria Guida) e uma mulher mais velha, Irene (Dagmar Lassander).

## Elenco
- Gloria Guida: Angela Batrucchi
- Dagmar Lassander: Irene
- Silvano Tranquilli: Dottor Batrucchi
- Dana Ghia: Felicita